# فـان وليامز
فـان وليامز (بالإنجليزية: Van Williams)‏ هو لاعب كرة قدم أمريكية أمريكي، ولد في 15 مارس 1959 في جونسون سيتي في الولايات المتحدة.

## وصلات خارجية
- فـان وليامز على موقع مرجع كرة القدم المحترفة.كوم (الإنجليزية)